# Lyssomanes lehtineni
Lyssomanes lehtineni là một loài nhện trong họ Salticidae.
Loài này thuộc chi Lyssomanes. Lyssomanes lehtineni được Dmitri Viktorovich Logunov miêu tả năm 2000.